# Arête transversale
En théorie des hypergraphes, une transversale est une partie des sommets qui rencontre toutes les arêtes d'un hypergraphe. L'ensemble des transversales est la [[Grille (mathématiques)|grille[réf. nécessaire]]][Quoi ?]. C'est l'analogue du problème de couverture par sommets (vertex cover en anglais) chez les graphes.

## Définitions
On rappelle qu'un hypergraphe {\displaystyle {\mathcal {H}}} est un couple {\displaystyle (V,\,E)} où {\displaystyle V} est un ensemble de sommets, et {\displaystyle E} une famille de sous-ensembles de {\displaystyle V} qu'on nomme arêtes, ou hyperarêtes.
Une transversale[réf. nécessaire] de {\displaystyle {\mathcal {H}}} est un ensemble {\displaystyle T\subset V} tel que pour toute arête {\displaystyle e} appartenant à {\displaystyle E},  {\displaystyle T\cap e\neq \emptyset }.
Le nombre de transversalité[réf. nécessaire] d'un hypergraphe {\displaystyle {\mathcal {H}}} est la taille d'une plus petite transversale de {\displaystyle {\mathcal {H}}}. Il est souvent noté {\displaystyle \tau ({\mathcal {H}})}

## Exemple
Par exemple, si {\displaystyle {\mathcal {H}}} est l'hypergraphe défini par {\displaystyle V\,=\,\{1,2,3,4,5,6\}} et {\displaystyle E\,=\,\{\{1,2,3\},\{1,4,5\},\{2,3,6\},\{4,5,6\}\}}, alors {\displaystyle {\mathcal {H}}} admet plusieurs transversales de taille 2 (par exemple {\displaystyle \{1,6\}} ou {\displaystyle \{2,4\}}) et aucune de taille 1 (car aucun sommet n'appartient à toutes les arêtes). Son nombre de transversalité vaut donc 2.

## Sommets redondants d'une transversale
Un sommet d'une transversale est dit non-redondant s'il existe une arête de l'hypergraphe de départ dont l'intersection avec cette transversale est réduite au sommet considéré. Autrement dit, un sommet {\displaystyle i} d'une transversale {\displaystyle X} associée à un hypergraphe {\displaystyle {\mathcal {H}}(V,E)} est non-redondant s'il vérifie : {\displaystyle \exists e\in E,e\cap X=\{i\}}
Intuitivement, la redondance d'un sommet {\displaystyle i} équivaut à la transversalité de l'ensemble de sommets {\displaystyle X\setminus \{i\}}. En effet, si {\displaystyle i} est redondant, alors pour toute hyperarête {\displaystyle e} : si {\displaystyle i\notin e\cap X} alors {\displaystyle e\cap (X\setminus \{i\})=e\cap X\neq \emptyset }, et si {\displaystyle i\in e\cap X} alors il existe un élément {\displaystyle j\neq i} tel que {\displaystyle j\notin e\cap X} car {\displaystyle i} est redondant. On a alors {\displaystyle j\in e\cap (X\setminus \{i\})\neq \emptyset }. Réciproquement, si {\displaystyle X\setminus \{i\}} est une transversale, alors {\displaystyle i} est forcément redondant car s'il existait {\displaystyle e} tel que {\displaystyle e\cap X=\{i\}}, alors on aurait {\displaystyle e\cap (X\setminus \{i\})=\emptyset } et {\displaystyle X\setminus \{i\}} ne serait pas une transversale.
Une transversale {\displaystyle X} est dite minimale (ou non-redondante) si aucun de ses sous-ensembles n'est également une transversale, ce qui est équivalent à dire qu'aucun de ses sommets n'est redondant. En effet : on a vu au paragraphe précédent que si l'un de ses sommets était redondant on disposerait d'un sous-ensemble transversal, et si l'on disposait d'un sous-ensemble {\displaystyle X'} transversal on pourrait montrer que tout sommet de {\displaystyle X\setminus X'} est redondant (la démonstration est très similaire à celle du paragraphe précédent).

## Hypergraphe transverse
L'ensemble des transversales minimales associées à un hypergraphe forme un hypergraphe appelé hypergraphe transverse.
Le calcul d'un hypergraphe transverse est faisable, à ce jour, en temps {\displaystyle O(N^{o(\log N)})}, {\displaystyle N} étant le cardinal de l'ensemble de sommets.

### Algorithme

#### Pseudo-code
L'algorithme MTMiner, (pour Minimal Transversals Miner) permet de calculer les transversales minimales d'un hypergraphe donné.
```
   
Entrée
 Un hypergraphe 

  

    

      

        

          

            
H

          

        

        
=

        
(

        
V

        
,

        
E

        
)

      

    

    
{\displaystyle {\mathcal {H}}=(V,E)}

  

   
Sortie
 L'ensemble des transversales minimales de 

  

    

      

        

          

            
H

          

        

      

    

    
{\displaystyle {\mathcal {H}}}

  

   
Fonction
 MTMiner(

  

    

      

        

          

            
H

          

        

      

    

    
{\displaystyle {\mathcal {H}}}

  

)
      

  

    

      

        
M

        
T

        
←

        
{

        
{

        
v

        
}

        
∣

        
v

        
∈

        
V

        
,

        
 

        
{

        
v

        
}

        

          
 est une arête transversale

        

        
}

      

    

    
{\displaystyle MT\leftarrow \{\{v\}\mid v\in V,\ \{v\}{\text{ est une arête transversale}}\}}

  

      

  

    

      

        

          
N

          

            
1

          

        

        
←

        
{

        
{

        
v

        
}

        
∣

        
v

        
∈

        
V

        
∖

        
M

        
T

        
,

        
 

        
v

        

          
 est dans une arête de 

        

        
E

        
}

      

    

    
{\displaystyle N_{1}\leftarrow \{\{v\}\mid v\in V\setminus MT,\ v{\text{ est dans une arête de }}E\}}

  

      

  

    

      

        
j

        
←

        
1

      

    

    
{\displaystyle j\leftarrow 1}

  

      
tant que
 

  

    

      

        

          
N

          

            
j

          

        

        
≠

        
∅

      

    

    
{\displaystyle N_{j}\neq \emptyset }

  

 
faire
 :
         
pour tous
 

  

    

      

        
P

        
⊂

        
V

      

    

    
{\displaystyle P\subset V}

  

 et 

  

    

      

        

          
v

          

            
1

          

        

        
≠

        

          
v

          

            
2

          

        

        
∈

        
V

      

    

    
{\displaystyle v_{1}\neq v_{2}\in V}

  

 tels que 

  

    

      

        
P

        
∪

        
{

        

          
v

          

            
1

          

        

        
}

        
,

        
P

        
∪

        
{

        

          
v

          

            
2

          

        

        
}

        
∈

        

          
N

          

            
j

          

        

      

    

    
{\displaystyle P\cup \{v_{1}\},P\cup \{v_{2}\}\in N_{j}}

  

 :
            

  

    

      

        
W

        
←

        
P

        
∪

        
{

        

          
v

          

            
1

          

        

        
}

        
∪

        
{

        

          
v

          

            
2

          

        

        
}

      

    

    
{\displaystyle W\leftarrow P\cup \{v_{1}\}\cup \{v_{2}\}}

  

            
si
 

  

    

      

        
W

      

    

    
{\displaystyle W}

  

 est non-redondant :
               
si
 

  

    

      

        
W

      

    

    
{\displaystyle W}

  

 est transversal :
                  Ajouter 

  

    

      

        
W

      

    

    
{\displaystyle W}

  

 à 

  

    

      

        
M

        
T

      

    

    
{\displaystyle MT}

  

               
sinon
 :
                  Ajouter 

  

    

      

        
W

      

    

    
{\displaystyle W}

  

 à 

  

    

      

        

          
N

          

            
j

            
+

            
1

          

        

      

    

    
{\displaystyle N_{j+1}}

  

         

  

    

      

        
j

        
←

        
j

        
+

        
1

      

    

    
{\displaystyle j\leftarrow j+1}

  

      
renvoyer
 

  

    

      

        
M

        
T

      

    

    
{\displaystyle MT}

  

```

#### Exemple d'exécution
Soit {\displaystyle {\mathcal {H}}} l'hypergraphe formé des sommets {\displaystyle V=\{1,2,3,4,5\}}, avec pour arêtes {\displaystyle E=\{\{1,2,3\},\{1,4\},\{3,5\},\{4,5\}\}}. L'exécution se déroule comme suit :
1. {\displaystyle MT} est initialisé à {\displaystyle \emptyset } ;
2. {\displaystyle N_{1}} est initialisé à {\displaystyle \{\{1\},\{2\},\{3\},\{4\},\{5\}\}} ;
3. {\displaystyle W} prendra successivement pour valeurs {\displaystyle \{1,2\},\{1,3\},\{1,4\},\{1,5\},\{2,3\},\{2,4\},\{2,5\},\{3,4\},\{3,5\}} et {\displaystyle \{4,5\}} :
  1. {\displaystyle \{1,5\}} et {\displaystyle \{3,4\}} sont ajoutées à {\displaystyle MT},
  2. {\displaystyle \{1,3\},\{1,4\},\{2,4\},\{2,5\},\{3,5\}} et {\displaystyle \{4,5\}} sont ajoutées à {\displaystyle N_{2}},
  3. Les autres hyperarêtes sont redondantes ;
4. {\displaystyle N_{2}} vaut {\displaystyle \{\{1,3\},\{1,4\},\{2,4\},\{2,5\},\{3,5\},\{4,5\}\}} ;
5. {\displaystyle W} prendra successivement pour valeurs {\displaystyle \{1,3,4\},\{2,4,5\},\{1,3,5\},\{1,2,4\},\{1,4,5\}} et {\displaystyle \{3,4,5\}} :
  1. {\displaystyle \{2,4,5\}} est ajoutée à {\displaystyle MT},
  2. Les autres hyperarêtes sont redondantes ;
6. {\displaystyle N_{3}=\emptyset } ;
7. L'algorithme renvoie {\displaystyle MT=\{\{1,5\},\{3,4\},\{2,4,5\}\}}.

Les transversales minimales de {\displaystyle {\mathcal {H}}} sont bien {\displaystyle \{1,5\},\{3,4\}} et {\displaystyle \{2,4,5\}}.